# Aveux (série télévisée)
Aveux est une série télévisée québécoise en 12 épisodes de 44 minutes produite par André Dupuy de Productions Pixcom, écrite par Serge Boucher et réalisée par Claude Desrosiers, et diffusée du 8 septembre 2009 au 24 novembre 2009 sur Radio-Canada.
Aveux a reçu le prix de la Meilleure réalisation lors de la 11e édition du Festival de la fiction TV, en septembre 2009 à La Rochelle.

## Synopsis
Aveux raconte l’histoire de Carl Laplante qui, par amour, a choisi le silence à la suite d’un drame qui a remis en question toute sa vie. Pour survivre, il a attendu d’avoir ses 18 ans et a quitté famille et amis, sans leur donner de nouvelles par la suite. C’était il y a 15 ans. Maintenant, il s’appelle Simon, il s’est inventé un nouveau passé et a rencontré Brigitte avec qui il partage sa vie depuis huit ans. À 33 ans, malgré l’imposture, Simon semble avoir trouvé une certaine paix, grâce aux liens profonds qu’il a tissés avec ses nouveaux amis, ses collègues de travail et sa belle-famille qui l’adore.
Lorsque le récit d’Aveux s’amorce, le hasard fait que Simon Laplante est obligé malgré lui de renouer avec tous les acteurs... et l’horreur de son passé.

## Personnages
- Maxime Denommée : Simon/Carl Laplante
- Catherine Proulx-Lemay : Brigitte Girard-Laplante
- Guy Nadon : Charles Laplante
- Danielle Proulx : Pauline Laplante
- Evelyne Brochu : Jolianne Laplante
- Benoît McGinnis : Olivier Dubreuil
- Marie-Ginette Guay : Micheline Gagnon-Dubreuil
- Steve Laplante : Luc Desharnais
- Marie-Hélène Thibault : Manon Girard
- Pierre-Alexandre Fortin : Éric
- Vincent Bilodeau : Henri Girard
- Micheline Bernard : Jeannine Girard
- Pier Paquette : Jean-Pierre Dubreuil
- René Gagnon : Sandrine
- Pascal Lafontaine : Carl adolescent
- Audréane Carrier : Jolianne adolescente
- Wilson Henley : Olivier adolescent
- Louis-David Leblanc : Carl 10 ans
- Françoise Graton : Grand-Maman Julie
- Lou Vincent-Desrosiers : Marianne Girard (fille de Manon)
- Claude Despins : Michel Doyon
- Nadia Paradis : Johanne Doyon
- Rosalie Julien : Annie
- Christian Michaud : Sylvain
- Charles Gaudreau : Infirmier

## Épisodes
| №  | Titre                                        | Première diffusion | Cotes d'écoute  | Cotes d'écoute |
| -- | -------------------------------------------- | ------------------ | --------------- | -------------- |
| 1  | Le passé finit toujours par nous rattraper   | 8 septembre 2009   | en stagnation   | 695 000        |
| 2  | Bombe à retardement                          | 15 septembre 2009  |                 |                |
| 3  | La séparation                                | 22 septembre 2009  |                 |                |
| 4  | L’encerclement                               | 29 septembre 2009  |                 |                |
| 5  | Eaux troubles                                | 6 octobre 2009     |                 |                |
| 6  | L’étau                                       | 13 octobre 2009    |                 |                |
| 7  | Des aveux                                    | 20 octobre 2009    | en diminution   | 611 000        |
| 8  | Le 15 octobre 1990, une journée particulière | 27 octobre 2009    |                 |                |
| 9  | Un pieux mensonge                            | 3 novembre 2009    |                 |                |
| 10 | Sandrine                                     | 10 novembre 2009   |                 |                |
| 11 | Don Giovanni                                 | 17 novembre 2009   |                 |                |
| 12 | La danse de la vie                           | 24 novembre 2009   | en augmentation | 800 000        |

## Récompense
- 2009 : Meilleure réalisation pour Claude Desrosiers au Festival de la fiction TV de La Rochelle[4].